# Jérôme Genevray
Jérôme Genevray est un réalisateur français, également producteur et scénariste.
Il a écrit ou co-écrit plusieurs scripts de longs métrages et de séries, intervient également comme script-doctor.
Il a produit et réalisé des publicités et des courts métrages comme Zombie Chéri avec Linh-Dan Pham, Pio Marmaï, sur une musique de Mark Daumail de Cocoon, Le Greenboy avec Alysson Paradis, ou encore La Pomme d'Adam avec Bérénice Bejo et Zoé Félix.
Il a écrit plusieurs livres dont Cinéma guérilla aux éditions Dunod et A la manière des grands réalisateurs préfacé par Rémi Bezançon.
Il a créé un des premiers sites communautaire de diffusion de films courts en France : UnFilmDe.com (1998-2005).

## Filmographie

### Réalisateur
- 2007 : La Pomme d’Adam
- 2008 : Rainy Girl
- 2010 : Le Greenboy and the Dirty Girl
- 2010 : World’s Best Mum
- 2012 : Zombie Chéri

### Scénariste
- Pray
- La Nuée (The Swarm)
- Les dents longues
- Quantified